# Domenico Agostini
Domenico Agostini (Treviso, 31 maggio 1825 – Venezia, 31 dicembre 1891) è stato un cardinale e patriarca cattolico italiano.

## Biografia
Nato il 31 maggio 1825 a Treviso, nella parrocchia di Santo Stefano, Domenico Agostini era figlio di Antonio Agostini e Maria De Gobbis. Egli ricevette la cresima il 23 marzo 1837.
Dopo aver frequentato la scuola elementare e media di San Nicolò a Treviso, frequentò in città il seminario nel corso di teologia, laureandosi quindi presso l'Università di Padova in filosofia e legge. Tra il 1848 ed il 1849 aderì alla milizia cittadina durante la guerra con l'Austria, abbandonando momentaneamente lo stato clericale. Nel 1850 riprese la carriera ecclesiastica, ricevendo il suddiaconato il 21 dicembre di quell'anno.
Il 26 gennaio 1851 venne ordinato sacerdote nella cappella della Trinità a Venezia per opera del cardinale Giacomo Monico, patriarca. Incardinato nella diocesi di Treviso, fu quindi coadiutore nella parrocchia di Santo Stefano, conducendo parallelamente la carriera di insegnante nel seminario della città di cui divenne anche il direttore spirituale. 
Dal 1857 al 1859 fu membro della Società di Gesù e poi fece ritorno a diocesi come giudice del tribunale ecclesiastico e direttore dei terziari. Assistente e animatore della Conferenza di San Vincenzo de' Paoli, divenne arciprete del capitolo della cattedrale di Treviso, poi cancelliere e infine nel 1863 venne nominato pro-vicario generale.
Eletto vescovo di Chioggia il 27 ottobre 1871, venne consacrato il 17 dicembre di quell'anno nella basilica di Santa Maria della Salute a Venezia.
Promosso quindi patriarca di Venezia, mantenne comunque l'amministrazione della sede di Chioggia col beneplacito della Santa Sede dal 22 giugno 1877.
Venne creato cardinale presbitero da papa Leone XIII nel concistoro del 27 marzo 1882 ricevendo, il 30 marzo di quell'anno, il titolo di Sant'Eusebio e l'annessa berretta cardinalizia. Dal 7 giugno 1886 optò per il titolo di Santa Maria della Pace.
Il 9 gennaio 1890 amministrò i sacramenti dell'iniziazione cristiana a Giuseppina Bakhita, poi santa.
Morì il 31 dicembre 1891 a Venezia, all'età di 66 anni. Il suo corpo venne esposto nella basilica patriarcale di Venezia e sepolto poi nella cappella dei canonici nel cimitero di San Michele a Venezia.

## Genealogia episcopale e successione apostolica
La genealogia episcopale è:
- Cardinale Scipione Rebiba
- Cardinale Giulio Antonio Santori
- Cardinale Girolamo Bernerio, O.P.
- Arcivescovo Galeazzo Sanvitale
- Cardinale Ludovico Ludovisi
- Cardinale Luigi Caetani
- Cardinale Ulderico Carpegna
- Cardinale Paluzzo Paluzzi Altieri degli Albertoni
- Papa Benedetto XIII
- Papa Benedetto XIV
- Papa Clemente XIII
- Cardinale Marcantonio Colonna
- Cardinale Giacinto Sigismondo Gerdil, B.
- Cardinale Giulio Maria della Somaglia
- Cardinale Carlo Odescalchi, S.I.
- Cardinale Fabio Maria Asquini
- Cardinale Giuseppe Luigi Trevisanato
- Cardinale Domenico Agostini

La successione apostolica è:
- Arcivescovo Giovanni Maria Berengo (1878)
- Cardinale Giuseppe Callegari (1880)
- Vescovo Ferdinando Maria Ossi, O.C.D. (1883)